# Honswijk (Soest)
Honswijk is een gemeentelijk monument aan de Bartolottilaan 1 in Soest in de provincie Utrecht.
Nadat jonkheer C.H. van den Brandeler in 1927 reeds een groot landhuis aan de Birkstraat 106 had laten bouwen, liet hij in 1933 twee kleinere huizen bouwen aan de hoek Birkstraat - Bartolottilaan.
Architect J.C. van Epen gaf Honswijk op Bartolottilaan 1 een rieten dak met overstek. De ingang van het wit geschilderde huis bevindt zich in de linkerzijgevel.
In 1955 kreeg Honswijk aan de linkerzijde een losse garage met wasruimte.